# Jori Hulkkonen
Juri Hulkkonen (* 28. September 1973 in Kemi, Finnland) ist ein finnischer DJ und Musikproduzent. Im deutschsprachigen Raum bekannt wurde er mit einem Remix des Liedes Sunglasses at Night, welchen er unter dem Namen Zyntherius zusammen mit Tiga erstellte.

## Leben
Hulkkonen begann 1988 elektronische Musik zu produzieren. 1993 erfolgten die ersten Veröffentlichungen. Im selben Jahr gründete er mit LUMI Records sein erstes Musiklabel, wurde jedoch später bei Cari Lekebuschs Label Trainspotter’s Nightmare unter Vertrag genommen. 1995 erfolgte der Wechsel zu F Communications, Musiklabel von  Laurent Garnier. 1996 erfolgte die Veröffentlichung von Hulkkonens erstem Studioalbum Selkäsaari Tracks.
2001 veröffentlichte er zusammen mit Tiga unter dem Namen Zyntherius einen Remix von Corey Harts Lied Sunglasses at Night, womit ihm der erste Charterfolg in Deutschland und Großbritannien gelang. Seine danach veröffentlichten Alben Different, Dualizm und Errare Machinale Est konnten sich in den finnischen Albumcharts platzieren.
Gemeinsam mit Jimi Tenor drehte er 2014 den Spielfilm Nuntius.

## Diskografie

### Studioalben
Chartplatzierungen

| Jahr | Titel                | Höchstplatzierung, Gesamtwochen, AuszeichnungChartsChartplatzierungen (Jahr, Titel, Platzierungen, Wochen, Auszeichnungen, Anmerkungen) | Anmerkungen                             |
| Jahr | Titel                | FI | Anmerkungen                             |
| ---- | -------------------- | --- | --------------------------------------- |
| 2002 | Different            | FI29 (1 Wo.)FI | Erstveröffentlichung: 2. September 2002 |
| 2005 | Dualizm              | FI34 (3 Wo.)FI | Erstveröffentlichung: 14. April 2005    |
| 2008 | Errare Machinale Est | FI40 (1 Wo.)FI | Erstveröffentlichung: 23. März 2008     |

Weitere Alben
- 1996: Selkäsaari Tracks
- 1998: The Spirits Inside Me
- 2000: When No One Is Watching We Are Invisible
- 2009: Man From Earth
- 2012: Negative Time
- 2015: Oh But I Am
- 2017: Don’t Believe In Happiness
- 2018: Simple Music for Complicated People

### Singles
Chartplatzierungen

| Jahr | Titel Album         | Höchstplatzierung, Gesamtwochen, AuszeichnungChartplatzierungen (Jahr, Titel, Album, Platzierungen, Wochen, Auszeichnungen, Anmerkungen) | Höchstplatzierung, Gesamtwochen, AuszeichnungChartplatzierungen (Jahr, Titel, Album, Platzierungen, Wochen, Auszeichnungen, Anmerkungen) | Höchstplatzierung, Gesamtwochen, AuszeichnungChartplatzierungen (Jahr, Titel, Album, Platzierungen, Wochen, Auszeichnungen, Anmerkungen) | Höchstplatzierung, Gesamtwochen, AuszeichnungChartplatzierungen (Jahr, Titel, Album, Platzierungen, Wochen, Auszeichnungen, Anmerkungen) | Höchstplatzierung, Gesamtwochen, AuszeichnungChartplatzierungen (Jahr, Titel, Album, Platzierungen, Wochen, Auszeichnungen, Anmerkungen) | Anmerkungen                                                   |
| Jahr | Titel Album         | DE | AT | CH | UK | FI | Anmerkungen                                                   |
| ---- | ------------------- | --- | --- | --- | --- | --- | ------------------------------------------------------------- |
| 2001 | Sunglasses at Night | DE24 (14 Wo.)DE | AT45 (7 Wo.)AT | — | UK25 (3 Wo.)UK | — | Erstveröffentlichung: 19. November 2001 als Tiga & Zyntherius |